# Hyperion (Baum)

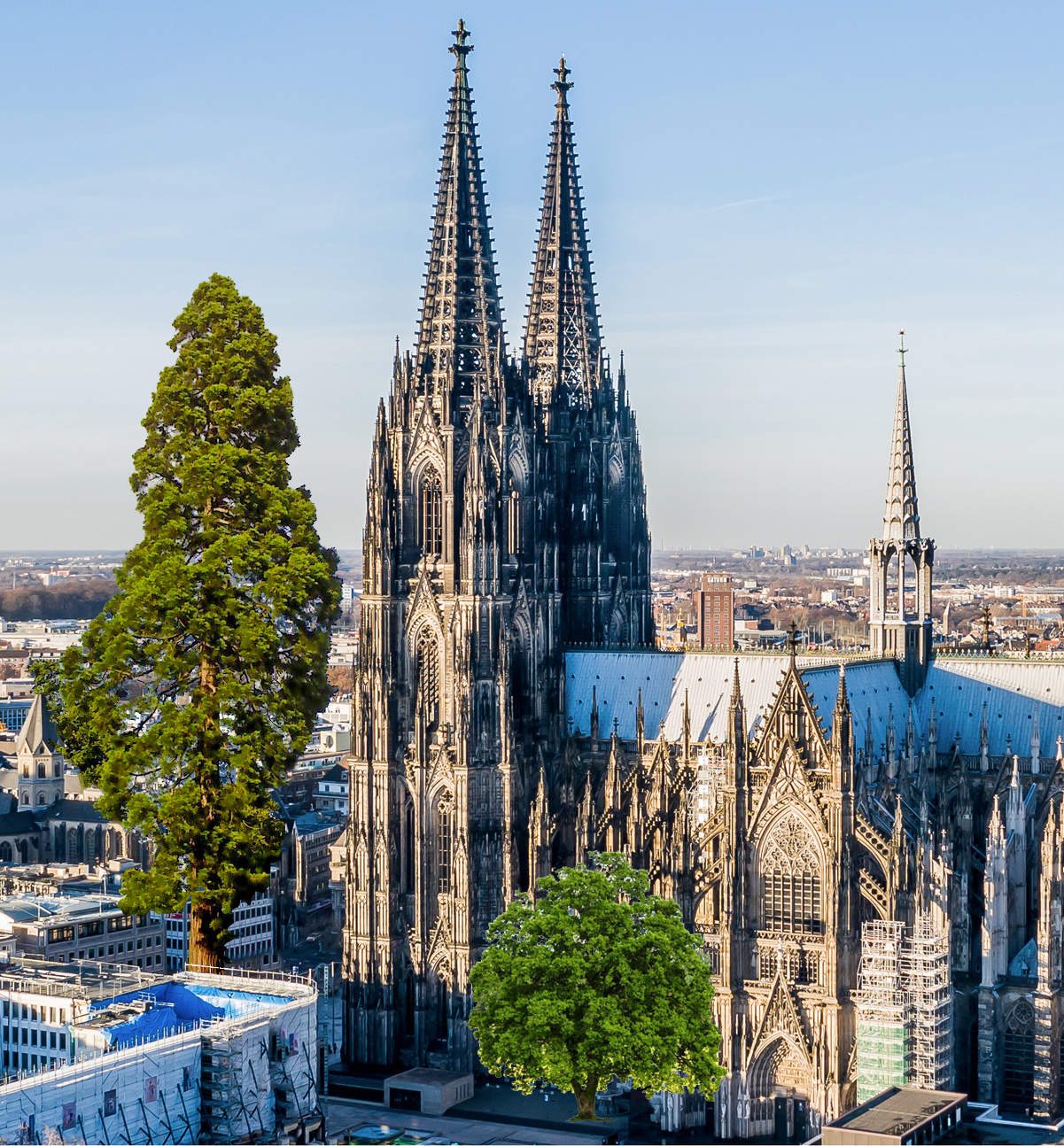
Fotomontage zum Größenvergleich zwischen dem Kölner Dom und einem Mammutbaum der Höhe Hyperions sowie einer starken Eiche

Das Hyperion genannte Exemplar eines Küstenmammutbaums (Sequoia sempervirens) im Redwood-Nationalpark in Kalifornien gilt mit 115,85 Meter Wuchshöhe (Vermessung 2017) als derzeit höchster bekannter Baum der Erde (Stand 2019). Benannt wurde der Baum nach dem Titanen Hyperion der griechischen Mythologie.
Entdeckt wurde der Baum am 25. August 2006 von Chris Atkins und Michael Taylor. Die damalige Höhe von 115,72 Metern bestätigte der Baumforscher Steve Sillet. Den Status als höchster Baum der Erde erhielt Hyperion im Jahr 2007 und löste damit den 112,87 Meter hohen Stratosphere Giant ab, ebenfalls ein Küstenmammutbaum. Das Alter von Hyperion wird auf 700 bis 800 Jahre geschätzt.
Hyperion steht an einem Hang oberhalb des Redwood Creek im Süden des Nationalparks. Da Küstenmammutbäume extreme Flachwurzler sind und eine Verdichtung des Bodens durch Besucher das Wurzelwerk des Baumes schädigen könnte, wird der genaue Standort nicht öffentlich gemacht und nur ungefähr die Region angegeben.
Zum Vergleich: Der größte Baum Deutschlands heißt Waldtraut vom Mühlwald, ist eine Gewöhnliche Douglasie und circa 67,5 Meter hoch. Das sind circa 58 % der Höhe des Hyperions.

## Weitere Baumriesen
- Markante und alte Baumexemplare
- General Sherman Tree
- General Grant Tree
- Árbol del Tule